# Тауэрский тоннель
Тауэр-сабвей (англ. Tower Subway) — тоннель, построенный в 1870 году под Темзой в центре Лондона, в непосредственной близости от лондонского Тауэра.

## Конструкция
Тауэрский тоннель был построен в 1869—1870 годах. Общая длина тоннеля составляла 450 ярдов (411,48 м), диаметр — 7 футов (2,13 м), расстояние от трубы до дна реки — 22 фута (6,71 м). Входом служила вертикальная шахта, расположенная на Тауэрской возвышенности (Tower Hill), глубиной 60 футов (18,29 м). Согласно первоначальным планам в тоннеле было проложено железнодорожное полотно с шириной колеи 762 мм. Из-за небольшого диаметра тоннеля по нему мог курсировать только один вагон, приводимый в движение с помощью стальных тросов двумя паровыми машинами мощностью 4 л. с. Продолжительность переезда от одной станции к другой составляла 70 секунд. В вагоне могло разместиться максимально 10—12 человек.
В конце 1870 года тоннель был переоборудован в пешеходный, за пользование тоннелем взималась плата. В 1894 году поблизости был открыт Тауэрский мост — бесплатная альтернатива для пересечения Темзы. Из-за снижения выручки в 1898 году тоннель перестал использоваться в качестве переправы и был продан London Hydraulic Power Company.
В настоящее время используется для нужд водопровода.